# FED-дисплей
FED (англ. Field Emission Display, дисплей с автоэлектронной эмиссией) — одна из дисплейных технологий. Позволяет получать плоские экраны с большой диагональю. Название FED используется компаниями Sony и AU Optronics. Аналогичные дисплеи, создаваемые компаниями Canon и Toshiba, носят название «SED-дисплей».
Особенностью тонких FED-экранов является низкое энергопотребление, широкий угол обзора и безынерционность. Как сообщается, FED-экраны могут обновлять изображение с частотой до 240 Гц (больше, чем у лучших представителей ЖК-дисплеев). Ещё одним достоинством FED-экранов является то, что даже при выходе из строя до 20 % излучателей электронов на дисплее не появятся «мёртвые» пиксели.
С 1980 года в КГТУ на предприятии «Витим», с 1990 года известном в мире как «KGTU/VITIM», ведутся интенсивные научные исследования по разработке технологии и производства полевых эмиссионных дисплеев.
В 2008 году Sony продемонстрировала образец 19,2-дюймовой FED-панели, имеющую разрешение 1280×960 пикселей, яркость 400 кд/м², уровень контрастности 20000:1 и частоту обновления 240 Гц. Картинка на экране такой панели формируется за счет электронных лучей, создаваемых в нанотрубках. Начало промышленного производства FED-телевизоров Sony было запланировано на 2009 год.
К концу 2009 года FED-дисплеи в продаже не появились. Японская компания FED, занимающаяся разработкой таких дисплеев, закрылась. Таким образом, будущее дисплеев типа FED остается под вопросом. AU Optronics выкупила активы у Field Emission Technologies, соглашение распространяется на ряд патентов, ноу-хау, изобретения и оборудование, относящихся к перспективной технологии плоскопанельных дисплеев — Field Emission Display (FED).